# Fayu del Oeste
Piagailoe, Fayu del Oeste o Fayu Occidental (en inglés: West Fayu) es un atolón deshabitado en el Estado de Yap en los Estados Federados de Micronesia, geográficamente parte de las islas Carolinas. Se encuentra a 71 kilómetros al noreste de Lamotrek, 71 kilómetros al noroeste de Satawal y 945 kilómetros al sureste de Yap. Se localiza en el extremo occidental de una cadena de montañas submarinas que se extienden hacia el oeste del Banco de Gray Feather (plumas grises) por unos 180 km. El arrecife Cóndor, Pikelot y el Banco Oraitilipu pertenecen a este sector bajo el agua también.